# José Fernando Bulnes
José Fernando Bulnes Zubiaga (ur. 21 października 1946 w Tegucigalpie) – piłkarz, były reprezentant Hondurasu grający na pozycji obrońcy.

## Kariera klubowa
José Fernando Bulnes występował podczas piłkarskiej kariery w klubie Olimpia Tegucigalpa. Z Olimpią zdobył mistrzostwo Hondurasu w 1982 i 1984 oraz Copa Interclubes UNCAF w 1980, 1981.

## Kariera reprezentacyjna
José Fernando Bulnes występował w reprezentacji Hondurasu w latach 1969-1982. W 1969 wystąpił w przegranych eliminacjach Mistrzostw Świata 1970. W 1980 i 1981 wystąpił w eliminacjach Mistrzostw Świata 1982, w których Honduras po raz pierwszy w historii wywalczył awans do Mundialu. Rok później wystąpił na Mundialu w Hiszpanii w 1982 roku.
Na Mundialu wystąpił we wszystkich dwóch meczach grupowych z Hiszpanią i Jugosławią.